# Selaginella versatilis
Selaginella versatilis är en mosslummerväxtart som beskrevs av Alan Reid Smith. Selaginella versatilis ingår i släktet mosslumrar, och familjen mosslummerväxter. Inga underarter finns listade i Catalogue of Life.